# 백상호 (2001년)
백상호(2001년 1월 ~ 2021년 6월 12일)은 전 미국 조지 메이슨 대학교의 투수이다.

## 사망
2021년, 토미 존 수술 후 합병증으로 사망했다.